# IFNA6
IFNA6 (англ. Interferon alpha 6) – білок, який кодується однойменним геном, розташованим у людей на короткому плечі 9-ї хромосоми. Довжина поліпептидного ланцюга білка становить 189 амінокислот, а молекулярна маса — 22 141.
| 10         |  | 20         |  | 30         |  | 40         |  | 50         |
| ---------- |  | ---------- |  | ---------- |  | ---------- |  | ---------- |
| MALPFALLMA |  | LVVLSCKSSC |  | SLDCDLPQTH |  | SLGHRRTMML |  | LAQMRRISLF |
| SCLKDRHDFR |  | FPQEEFDGNQ |  | FQKAEAISVL |  | HEVIQQTFNL |  | FSTKDSSVAW |
| DERLLDKLYT |  | ELYQQLNDLE |  | ACVMQEVWVG |  | GTPLMNEDSI |  | LAVRKYFQRI |
| TLYLTEKKYS |  | PCAWEVVRAE |  | IMRSFSSSRN |  | LQERLRRKE  |  |            |

A: Аланін

C: Цистеїн

D: Аспарагінова кислота

E: Глутамінова кислота

F: Фенілаланін

G: Гліцин

H: Гістидин

I: Ізолейцин

K: Лізин

L: Лейцин

M: Метіонін

N: Аспарагін

P: Пролін

Q: Глутамін

R: Аргінін

S: Серин

T: Треонін

V: Валін

W: Триптофан

Кодований геном білок за функцією належить до цитокінів. 
Задіяний у такому біологічному процесі, як противірусний захист. 
Секретований назовні.